# Cleto González Víquez
Cleto González Víquez (né le 13 octobre 1858 à Barva – mort le 23 septembre 1937 à San José) est un homme d'État qui fut le président du Costa Rica lors de deux mandats :
- du 8 mai 1906 au 8 mai 1910 ;
- du 8 mai 1928 au 8 mai 1932.

## Source
- (en) Cet article est partiellement ou en totalité issu de l’article de Wikipédia en anglais intitulé « Cleto González Víquez » (voir la liste des auteurs).